# Cameron Moore
Cameron Moore es un actor conocido por haber interpretado a Cameron Campbell en la serie Hollyoaks.

## Carrera
En el 2008 apareció en el video musical "Imogen Heap / Blankets" donde interpretó el papel del nuevo novio.
En el 2013 apareció como invitado en la serie My Mad Fat Diary donde interpretó al señor Carrisford durante el episodio "Ladies and Gentlemen", más tarde apareció de nuevo en la serie como Carrisford ahora en el episodio "Not I" en el 2014.
En junio del 2014 se unió al elenco principal de la serie británica Hollyoaks donde interpreta a Cameron Campbell, hasta el 26 de enero de 2017 después de que su personaje fuera arrestado por sus crímenes.

## Filmografía[4]

### Series de televisión
| Año         | Título           | Personaje        | Notas         |
| ----------- | ---------------- | ---------------- | ------------- |
| 2014 - 2017 | Hollyoaks        | Cameron Campbell | 183 episodios |
| 2013 - 2014 | My Mad Fat Diary | Mr. Carrisford   | 2 episodios   |
| 2008        | Rewind           | Ralph            | -             |

### Películas
| Año  | Título            | Personaje  | Notas |
| ---- | ----------------- | ---------- | --- |
| 2011 | 25 Hill           | Andre Hill | junto a Nathan Gamble, Timothy Omundson, Maureen Flannigan, Rolonda Watts, Corbin Bernsen y Meg Foster             |
| 2010 | Xperiment         | Cameron    | corto - junto a Jonathan Ash, Michael Cusick, Tim Howard, Liam James, Elin Leyshon, Andy Markert y Francesca Moody |
| 2010 | Nadger            | Angel      | corto - junto a Nathan Sussex, Joanna Griffiths y Russell Gomer                                                    |
| 2009 | City Sleeps Alone | Adam       | - |

### Teatro
| Año  | Obra                       | Personaje         | Director (a)   | Teatro              |
| ---- | -------------------------- | ----------------- | -------------- | ------------------- |
| 2010 | The Miracle                | John Nicol        | Firenza Guidi  | Bute Theatre        |
| 2010 | Playhouse Creatures        | Earl de Rochester | Iqbal Khan     | Chapter Theatre     |
| 2009 | A Girl in a Car with a Man | Alex              | Robert Drummer | The Contact Theatre |
| 2008 | Out of Me                  | Adam              | Juliet Knight  | The Soho Theatre    |
| 2008 | Nettles                    | Craig             | Ali McDowall   | The Contact Theatre |
| 2008 | Landscape                  | Duff              | Guy Jones      | -                   |
| 2007 | Mojo                       | Mickey            | Ned Bennett    | -                   |

## Premios y nominaciones
| Año  | Categoría     | Premio    | Serie     | Resultado |
| ---- | ------------- | --------- | --------- | --------- |
| 2015 | Best Newcomer | NTA Award | Hollyoaks | Nominado  |